# Erycesta
Erycesta är ett släkte av tvåvingar. Erycesta ingår i familjen parasitflugor.
Kladogram enligt Catalogue of Life:
| Erycesta | \| \| Erycesta caudigera \| \| \| \| \| \| Erycesta hertingi \| \| \| \| |
|          | \| \| Erycesta caudigera \| \| \| \| \| \| Erycesta hertingi \| \| \| \| |
|          | Erycesta caudigera                                                       |
|          |                                                                          |
|          | Erycesta hertingi                                                        |
|          |                                                                          |